# Dundaia
Dundaia is een kevergeslacht uit de familie van de boktorren (Cerambycidae). De wetenschappelijke naam van het geslacht werd voor het eerst geldig gepubliceerd in 1993 door Holzschuh.

## Soorten
Dundaia is monotypisch en omvat slechts de volgende soort:
- Dundaia nitens Holzschuh, 1993